# Egmont Cycling Race féminine
 (février 2025).
Si vous disposez d'ouvrages ou d'articles de référence ou si vous connaissez des sites web de qualité traitant du thème abordé ici, merci de compléter l'article en donnant les références utiles à sa vérifiabilité et en les liant à la section « Notes et références ».
L'Egmont Cycling Race féminine (Egmont Cycling Race Women officiellement) est une course cycliste sur route féminine, organisée à Zottegem en Belgique. Elle a lieu depuis 2023 et elle est classée par l'UCI en catégorie 1.2. Il s'agit de la version féminine de l'Egmont Cycling Race.

## Palmarès
| Année | Vainqueur     | Deuxième          | Troisième        |
| ----- | ------------- | ----------------- | ---------------- |
| 2023  | Heidi Franz   | Scarlett Souren   | Danique Braam    |
| 2024  | Lieke Nooijen | Sofie van Rooijen | Nienke Veenhoven |
| 2025  |               |                   |                  |